# Corina Gredig
Corina Gredig, née le 8 septembre 1987 à Zurich (originaire de Schenkon), est une personnalité politique suisse du canton de Zurich, membre des Vert'libéraux.
Elle siège au Conseil national depuis décembre 2019. A partir de décembre 2023 elle préside le groupe vert'libéral à l'Assemblée fédérale. 

## Biographie
Corina Credig naît le 8 septembre 1987 à Zurich. Elle est originaire de Schenkon, dans le canton de Lucerne. Elle a deux frères, dont un engagé politiquement au sein du Parti libéral-radical. Leur père travaille pour l'administration fiscale du canton de Zurich.
Elle grandit dans la banlieue zurichoise.
Après un apprentissage d'employée de commerce suivi d'une maturité professionnelle, elle travaille pour la banque UBS à Lausanne. Elle étudie ensuite à partir de 2008 les sciences politiques et l'économie à l'Université de Zurich jusqu'à obtenir un master.
En 2015, elle crée avec Kathrin Bertschy le laboratoire d'idées GLP Lab, pour lequel elle travaille ensuite à titre principal,.
Elle joue à ses débuts dans la première équipe féminine de football de Seefeld.
Elle donne naissance à deux enfants pendant ses études. Elle est séparée de son mari et en couple depuis 2019 avec le journaliste Stefan Schmid, rédacteur en chef du St. Galler Tagblatt.

## Parcours politique
Elle adhère aux Vert'libéraux en 2010, après avoir constaté que le parti était celui qui correspondait le plus à son profil Smartvote. Elle devient la secrétaire du parti cantonal la même année, puis prend la coprésidence de la section zurichoise en 2018.
Elle est élue en 2018 au Conseil communal (législatif) de la ville de Zurich et siège depuis mai 2019 au Conseil cantonal de Zurich.
Elle est élue au Conseil national en octobre 2019 et réélue en octobre 2023. Elle y est membre de la Commission de gestion (CdG) et de la Commission des institutions politiques (CIP). En décembre 2023 elle succède à Tiana Angelina Moser comme présidente du groupe vert'libéral à l'Assemblée fédérale. 

### Positionnement politique
Elle s'engage pour l'égalité entre hommes et femmes, notamment pour un congé parental, l'imposition individuelle, le même âge légal de départ à la retraite et un service militaire ou service citoyen obligatoire pour tous.